# Liberadz (gromada)
Liberadz (do 30 XII 1959 Rochnia) – dawna gromada, czyli najmniejsza jednostka podziału terytorialnego Polskiej Rzeczypospolitej Ludowej w latach 1954–1972.
Gromady, z gromadzkimi radami narodowymi (GRN) jako organami władzy najniższego stopnia na wsi, funkcjonowały od reformy reorganizującej administrację wiejską przeprowadzonej jesienią 1954 do momentu ich zniesienia z dniem 1 stycznia 1973, tym samym wypierając organizację gminną w latach 1954–1972.
Gromadę Liberadz siedzibą GRN w Liberadzu utworzono 31 grudnia 1959 w powiecie mławskim w woj. warszawskim w związku z przeniesieniem siedziby GRN gromady Rochnia z Rochni do Liberadza i zmianą nazwy jednostki na gromada Liberadz; równocześnie do nowo utworzonej gromady Liberadz włączono obszar zniesionej gromady Bońkowo Podleśne (bez wsi Budy Matusy i Rudowo).
Gromada przetrwała do końca 1972 roku, czyli do kolejnej reformy gminnej.